# Gulögd borstbulbyl
Gulögd borstbulbyl (Bleda ugandae) är en fågelart i familjen bulbyler inom ordningen tättingar.

## Utbredning och systematik
Fågeln förekommer från nordöstra Demokratiska republiken Kongo till södra Sudan och Uganda. Den kategoriserades tidigare som underart till gultyglad borstbulbyl (Bleda notatus), men urskiljs allt oftare som egen art.

## Status
Arten kategoriseras av IUCN som livskraftig.